# Wereldbeker rodelen 2007/2008
De wereldbeker rodelen in het seizoen 2007/2008 begon op 16 november 2007 in het Amerikaanse Lake Placid en eindigde op 18 februari 2008 in het Letse Sigulda. De rodelcompetitie bestond zowel voor de vrouwen als voor de mannen uit acht wedstrijden en er waren vier wedstrijden voor landenteams. De wereldbeker wordt georganiseerd door de FIL.
Bij de mannen prolongeerde de Italiaan Armin Zöggeler de titel bij de individuele rodel, in de dubbelrodel deden de Duitsers Patric Leitner en Alexander Resch hetzelfde. Bij de vrouwen won Tatjana Hüfner de wereldbeker. Duitsland prolongeerde de titel in het landenklassement.

## Mannen

### Individueel

#### Uitslagen
| Datum | Plaats      | Eerste            | Tweede            | Derde             |
| --- | ----------- | ----------------- | ----------------- | ----------------- |
| 17/11/2007 | Lake Placid | Armin Zöggeler    | David Möller      | Jan Eichhorn      |
| 25/11/2007 | Calgary     | David Möller      | Jan Eichhorn      | Armin Zöggeler    |
| 09/12/2007 | Winterberg  | David Möller      | Armin Zöggeler    | Stefan Höhener    |
| 16/12/2007 | Igls        | Armin Zöggeler    | David Möller      | Daniel Pfister    |
| 06/01/2008 | Königssee   | Albert Demtsjenko | Armin Zöggeler    | David Möller      |
| 12 t/m 13 januari 2008: Europese kampioenschappen rodelen 2008 in Cesana Torinese (telt niet mee voor wereldbeker) |             |                   |                   |                   |
| 21 t/m 27 januari 2008: Wereldkampioenschappen rodelen 2008 in Oberhof (telt niet mee voor wereldbeker)            |             |                   |                   |                   |
| 03/02/2008 | Altenberg   | Armin Zöggeler    | David Möller      | Albert Demtsjenko |
| 15/02/2008 | Sigulda     | Armin Zöggeler    | Albert Demtsjenko | Daniel Pfister    |
| 17/02/2008 | Sigulda     | Albert Demtsjenko | Armin Zöggeler    | David Möller      |

#### Eindstand wereldbeker
| # | Naam              | Land | Punten |
| - | ----------------- | ---- | ------ |
| 1 | Armin Zöggeler    | ITA  | 725    |
| 2 | David Möller      | GER  | 655    |
| 3 | Albert Demtsjenko | RUS  | 454    |
| 4 | Jan Eichhorn      | GER  | 443    |
| 5 | Daniel Pfister    | AUT  | 432    |

### Mannen dubbel

#### Uitslagen
| Datum | Plaats      | Eerste                             | Tweede                             | Derde                                     |
| --- | ----------- | ---------------------------------- | ---------------------------------- | ----------------------------------------- |
| 17/11/2007 | Lake Placid | Andreas Linger Wolfgang Linger     | Patric Leitner Alexander Resch     | Gerhard Plankensteiner Oswald Haselrieder |
| 25/11/2007 | Calgary     | Patric Leitner Alexander Resch     | Christian Oberstolz Patrick Gruber | André Florschütz Torsten Wustlich         |
| 09/12/2007 | Winterberg  | Christian Oberstolz Patrick Gruber | Tobias Schiegl Markus Schiegl      | Patric Leitner Alexander Resch            |
| 16/12/2007 | Igls        | Patric Leitner Alexander Resch     | Christian Oberstolz Patrick Gruber | André Florschütz Torsten Wustlich         |
| 05/01/2008 | Königssee   | Patric Leitner Alexander Resch     | Tobias Wendl Tobias Arlt           | Christian Oberstolz Patrick Gruber        |
| 12 t/m 13 januari 2008: Europese kampioenschappen rodelen 2008 in Cesana Torinese (telt niet mee voor wereldbeker) |             |                                    |                                    |                                           |
| 21 t/m 27 januari 2008: Wereldkampioenschappen rodelen 2008 in Oberhof (telt niet mee voor wereldbeker)            |             |                                    |                                    |                                           |
| 03/02/2008 | Altenberg   | Patric Leitner Alexander Resch     | Andreas Linger Wolfgang Linger     | Tobias Wendl Tobias Arlt                  |
| 16/02/2008 | Sigulda     | André Florschütz Torsten Wustlich  | Christian Oberstolz Patrick Gruber | Andreas Linger Wolfgang Linger            |
| 17/02/2008 | Sigulda     | Christian Oberstolz Patrick Gruber | Andreas Linger Wolfgang Linger     | André Florschütz Torsten Wustlich         |

#### Eindstand wereldbeker
| # | Naam                               | Land | Punten |
| - | ---------------------------------- | ---- | ------ |
| 1 | Patric Leitner Alexander Resch     | GER  | 655    |
| 2 | Christian Oberstolz Patrick Gruber | ITA  | 535    |
| 3 | Andreas Linger Wolfgang Linger     | AUT  | 528    |
| 4 | André Florschütz Torsten Wustlich  | GER  | 526    |
| 5 | Tobias Wendl Tobias Arlt           | GER  | 470    |

## Vrouwen

### Uitslagen
| Datum | Plaats      | Eerste                  | Tweede                  | Derde                   |
| --- | ----------- | ----------------------- | ----------------------- | ----------------------- |
| 16/11/2007 | Lake Placid | Silke Kraushaar-Pielach | Natalie Geisenberger    | Anke Wischnewski        |
| 23/11/2007 | Calgary     | Tatjana Hüfner          | Silke Kraushaar-Pielach | Natalie Geisenberger    |
| 08/12/2007 | Winterberg  | Tatjana Hüfner          | Anke Wischnewski        | Silke Kraushaar-Pielach |
| 15/12/2007 | Igls        | Tatjana Hüfner          | Silke Kraushaar-Pielach | Natalie Geisenberger    |
| 05/01/2008 | Königssee   | Tatjana Hüfner          | Natalie Geisenberger    | Silke Kraushaar-Pielach |
| 12 t/m 13 januari 2008: Europese kampioenschappen rodelen 2008 in Cesana Torinese (telt niet mee voor wereldbeker) |             |                         |                         |                         |
| 21 t/m 27 januari 2008: Wereldkampioenschappen rodelen 2008 in Oberhof (telt niet mee voor wereldbeker)            |             |                         |                         |                         |
| 02/02/2008 | Altenberg   | Tatjana Hüfner          | Silke Kraushaar-Pielach | Natalie Geisenberger    |
| 15/02/2008 | Sigulda     | Tatjana Hüfner          | Silke Kraushaar-Pielach | Maija Tiruma            |
| 17/02/2008 | Sigulda     | Tatjana Hüfner          | Anna Orlova             | Silke Kraushaar-Pielach |

### Eindstand wereldbeker
| # | Naam                    | Land | Punten |
| - | ----------------------- | ---- | ------ |
| 1 | Tatjana Hüfner          | GER  | 736    |
| 2 | Silke Kraushaar-Pielach | GER  | 650    |
| 3 | Natalie Geisenberger    | GER  | 518    |
| 4 | Anke Wischnewski        | GER  | 478    |
| 5 | Nina Reithmayer         | AUT  | 382    |

## Landenwedstrijd
(officieel: Suzuki Team Relay 2007/2008)

### Uitslagen
| Datum | Plaats      | Eerste                                                                        | Tweede                                                                   | Derde                                                                       |
| --- | ----------- | ----------------------------------------------------------------------------- | ------------------------------------------------------------------------ | --------------------------------------------------------------------------- |
| 17/11/2007 | Lake Placid | Verenigde Staten Erin Hamlin Tony Benshoof Christian Niccum Dan Joye          | Oostenrijk Nina Reithmayer Daniel Pfister Andreas Linger Wolfgang Linger | Duitsland Silke Kraushaar-Pielach Felix Loch Patric Leitner Alexander Resch |
| 09/12/2007 | Winterberg  | Oostenrijk Nina Reithmayer Daniel Pfister Tobias Schiegl Markus Schiegl       | Duitsland Silke Kraushaar-Pielach David Möller Tobias Wendl Tobias Arlt  | Letland Maija Tiruma Guntis Rekis Juris Sics Andris Sics                    |
| 06/01/2008 | Königssee   | Duitsland Silke Kraushaar-Pielach David Möller Patric Leitner Alexander Resch | Canada Regan Lauscher Jeff Christie Chris Moffat Mike Moffat             | Verenigde Staten Julia Clukey Tony Benshoof Christian Niccum Dan Joye       |
| 12 t/m 13 januari 2008: Europese kampioenschappen rodelen 2008 in Cesana Torinese (telt niet mee voor wereldbeker) |             |                                                                               |                                                                          |                                                                             |
| 21 t/m 27 januari 2008: Wereldkampioenschappen rodelen 2008 in Oberhof (telt niet mee voor wereldbeker)            |             |                                                                               |                                                                          |                                                                             |
| 17/02/2008 | Sigulda     | Duitsland Tatjana Hüfner David Möller André Florschütz Torsten Wustlich       | Oostenrijk Nina Reithmayer Daniel Pfister Andreas Linger Wolfgang Linger | Letland Anna Orlova Guntis Rekis Juris Sics Andris Sics                     |

### Eindstand wereldbeker
| # | Land             | Punten |
| - | ---------------- | ------ |
| 1 | Duitsland        | 355    |
| 2 | Verenigde Staten | 280    |
| 3 | Oostenrijk       | 270    |
| 4 | Letland          | 237    |
| 5 | Rusland          | 235    |

1977/1978 · 
1978/1979 · 
1979/1980 · 
1980/1981 · 
1981/1982 · 
1982/1983 · 
1983/1984 · 
1984/1985 · 
1985/1986 · 
1986/1987 · 
1987/1988 · 
1988/1989 · 
1989/1990 · 
1990/1991 · 
1991/1992 · 
1992/1993 · 
1993/1994 · 
1994/1995 · 
1995/1996 · 
1996/1997 · 
1997/1998 · 
1998/1999 · 
1999/2000 · 
2000/2001 · 
2001/2002 · 
2002/2003 · 
2003/2004 · 
2004/2005 · 
2005/2006 · 
2006/2007 · 
2007/2008 · 
2008/2009 · 
2009/2010 ·
2010/2011 ·
2011/2012 ·
2012/2013 ·
2013/2014 ·
2014/2015 ·
2015/2016 ·
2016/2017 ·
2017/2018 ·
2018/2019 · 
2019/2020 ·
2020/2021 ·
2021/2022 ·
2022/2023 ·
2023/2024 ·
2024/2025
Alpineskiën ·
Biatlon ·
Bobsleeën ·
Freestyleskiën ·
Langlaufen ·
Noordse combinatie ·
Rodelen ·
Schaatsen ·
Schansspringen ·
Shorttrack ·
Skeleton ·
Snowboarden